# Зоммері
Зоммері (нім. Sommeri) — громада  в Швейцарії в кантоні Тургау, округ Арбон.

## Географія
Громада розташована на відстані близько 155 км на північний схід від Берна, 30 км на схід від Фрауенфельда.
Зоммері має площу 4,2 км², з яких на 7,1% дозволяється будівництво (житлове та будівництво доріг), 67,5% використовуються в сільськогосподарських цілях, 25,4% зайнято лісами, 0% не є продуктивними (річки, льодовики або гори).

## Демографія
2019 року в громаді мешкало 610 осіб (+18% порівняно з 2010 роком), іноземців було 16,6%. Густота населення становила 145 осіб/км².
За віковим діапазоном населення розподілялося таким чином: 21,1% — особи молодші 20 років, 62,1% — особи у віці 20—64 років, 16,7% — особи у віці 65 років та старші. Було 258 помешкань (у середньому 2,3 особи в помешканні).
Із загальної кількості 487 працюючих 38 було зайнятих в первинному секторі, 91 — в обробній промисловості, 358 — в галузі послуг.